# キルシャップエキゾースト

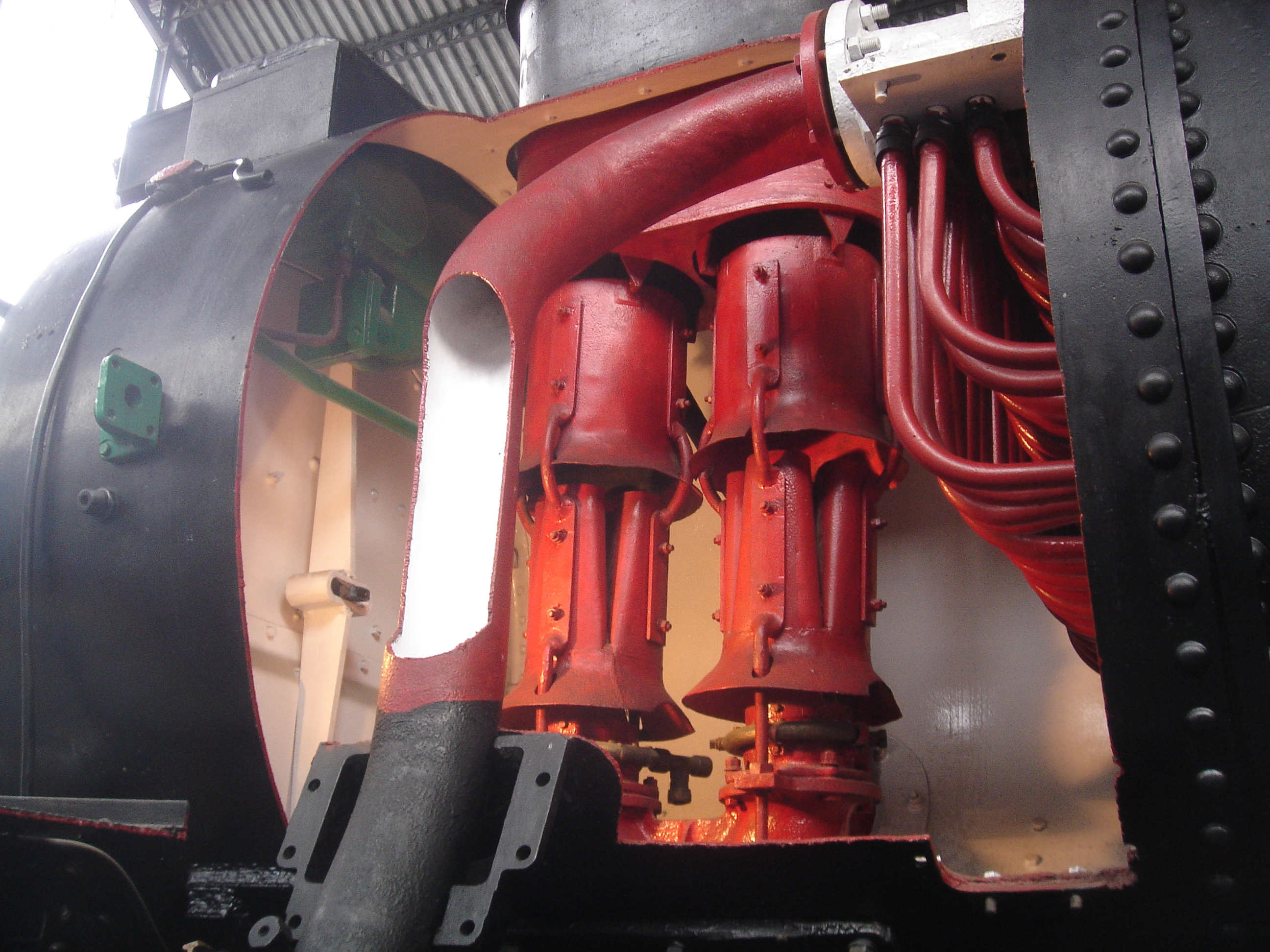
マドリードのデリシアス博物館に展示されている、スペインのR141 F 2416のダブルキルシャップエキゾースト。

キルシャップエキゾースト（英語：Kylchap exhaust）とはフィンランドの技術者キララ(Kyösti Kylälä)の開発したキララスプレッダーを、フランスのアンドレ・シャプロンが改良した、蒸気機関車用のエキゾースト（排気）システムである。これにより機関車の性能を高めることができた。

## 概要
1919年にフィンランドの技術者キララが開発したキララスプレッダーは、ブラストノズルからの蒸気流を4つに分割して吹き出させて、うまく燃焼ガスと蒸気を絡ませて効率よく排気することができる。右の写真のように円錐状の4つの部品で蒸気流を4つに分けている。シャプロンは、これにさらに煙突の下側にペチコートと呼ばれる円筒状の部品を取り付けることで、キララスプレッダーの下側のブラストノズルとの間、キララスプレッダーとペチコートの間、ペチコートと煙突の間の3段から燃焼ガスを吸い込んで排気を促進する改良を加えた。

## 使用国
フランス
開発者のシャプロンの出身国であるフランスでは彼のおこなった「シャプロンリビルド」と呼ばれる改良とともにすべての蒸気機関車に標準装備された。特に代表作である160A1型や242A1型は特に知られている。141R型にも取り付けられ従来の煙突と比較をしたところ、低速での性能はまったく変化は無いが、高速時には従来煙突が約2600馬力で頭打ちになった一方キルシャップでは約2900馬力を記録した。逆に、キルシャップを取り付けて2400馬力に性能が低下した機も存在していた。
イギリス
シャプロンの友人であるナイジェル・グレズリーは自分の機関車にこのキルシャップとボイラー内の内的流線化を施し、高い性能と効率を示した。特に最初にこれを施したLNER A4形蒸気機関車4468号機 マラードは世界最速記録を出している。
後にグレズリーの弟子であるアーサー・ペパコーンもLNERA1形に取り付けることになる。
国営化後はキルシャップの運用経験を盛り込んだ設計を適応することが嫌われたため採用されてない。
スペイン
チェコスロバキア
中国
日本では国内植民地ともに取り付けなかったが、南満州鉄道技術部が隴海鉄路600型蒸気機関車に取り付けている。